# مین شرقی
مین شرقی (چینی ساده‌شده: 闽东؛ چینی سنتی: 閩東語؛ پین‌یین: Mǐndōngyǔ) یکی از زبان‌های چینی شاخهٔ مین است. گویشوران بدین زبان در اصل در بخش‌هایی از شرق فوجیان در جمهوری خلق چین می‌زیند.